# 1244
- Wikisource

| Calendário gregoriano                                                        | 1244 MCCXLIV                                           |
| Ab urbe condita                                                              | 1997                                                   |
| Calendário arménio                                                           | 693 – 694                                              |
| Calendário bahá'í                                                            | -600 – -599                                            |
| Calendário budista                                                           | 1788                                                   |
| Calendário chinês                                                            | 3940 – 3941 Início a 10 de fevereiro (aproximadamente) |
| Calendário copta                                                             | 960 – 961                                              |
| Calendário etíope                                                            | 1236 – 1237                                            |
| Calendários hindus - Vikram Samvat - Calendário nacional indiano - Cáli Iuga | 1299 – 1300 1165 – 1166 4344 – 4345                    |
| Calendário Holoceno                                                          | 11244                                                  |
| Calendário islâmico                                                          | 641 – 642                                              |
| Calendário judaico                                                           | 5004 – 5005                                            |
| Calendário persa                                                             | 622 – 623                                              |
| Calendário rúnico                                                            | 1494                                                   |
| Calendário solar tailandês                                                   | 1787                                                   |

1244 (MCCXLIV, na numeração romana) foi um ano bissexto do século XIII do Calendário Juliano, da Era de Cristo, e as suas letras dominicais foram  C e B (52 semanas), teve início a uma sexta-feira e terminou a um sábado.
| Ano completo                          |
| ------------------------------------- |
| Ano bissexto com início à sexta-feira |

## Eventos
- 16 de Março - Mais de 200 cátaros são queimados em Montségur, encerrando a cruzada albigense.

## Nascimentos
- Jacques de Molay

## Mortes
- Gualtério II de Avesnes n. 1170, foi Senhor de Avesnes e de Leuze-en-Hainaut, conde de Guise, e por casamento conde de Blois e Chartres.